# The Disaster Artist
The Disaster Artist är en amerikansk biografisk dramakomedi från 2017, producerad och regisserad av James Franco och skriven av Scott Neustadter och Michael H. Weber. Filmen är baserad på den biografiska boken med samma namn av Greg Sestero och Tom Bissell, som skildrar den tidiga vänskapen mellan Sestero och Tommy Wiseau, och skapandet av kultfilmen The Room (2003), som allmänt anses vara en av de sämsta filmer som någonsin gjorts.
Filmens huvudroller spelas av James och Dave Franco ihop med biroller som spelas av Seth Rogen, Alison Brie, Ari Graynor, Josh Hutcherson och Jacki Weaver. Filminspelningen började den 8 december 2015. Den hade biopremiär i South by Southwest den 12 mars 2017.
Vid Oscarsgalan 2018 nominerades filmen till en Oscar för Bästa manus efter förlaga. Vid Golden Globe-galan 2018 belönades James Franco med en Golden Globe för Bästa manliga huvudroll (musikal eller komedi). Filmen var även nominerad för Bästa film (musikal eller komedi).

## Handling
Den aspirerande skådespelaren Greg Sestero (Dave Franco) träffar en mystisk person vid namn Tommy Wiseau (James Franco) på en teaterskola. Greg blir fascinerad av Tommys orädda, fast någorlunda märkliga skådespel. De bestämmer sig för att umgås, och en stark vänskap uppstår mellan dem. Båda flyttar till Los Angeles för att uppnå en riktig filmkarriär. Det visar sig dock vara svårare än vad de trodde och när båda är nära på att ge upp bestämmer sig Tommy för att själv göra en egen film.

## Rollista
- Dave Franco – Greg Sestero, linjeproducenten och skådespelaren som spelar "Mark" i The Room
- James Franco – Tommy Wiseau, manusförfattaren, regissören, producenten och skådespelaren som spelar "Johnny" i The Room
- Seth Rogen – Sandy Schklair, scriptan som senare blir den inofficiella "faktiska" regissören av The Room
- Ari Graynor – Juliette Danielle, skådespelerskan som spelar "Lisa" i The Room
- Josh Hutcherson – Philip Haldiman, skådespelaren som spelar "Denny" i The Room
- Jacki Weaver – Carolyn Minnott, skådespelerskan som spelar "Claudette" i The Room
- Alison Brie – Amber, Greg Sesteros flickvän[5]
- Megan Mullally – Mrs. Sestero, Greg Sesteros mamma[6]
- Hannibal Buress – Bill Meurer, ägaren av Birns and Sawyer, en scen som hyrs av Wiseau
- Jason Mantzoukas – Peter Anway
- Paul Scheer – Raphael Smadja, den första filmfotografen
- Sharon Stone – Iris Burton, Greg Sesteros agent
- Melanie Griffith – Jean Shelton, skådespelarlärare[7]
- Zac Efron – Dan Janjigian, skådespelaren som spelar "Chris-R" i The Room
- Andrew Santino – Scott Holmes, skådespelaren som spelar "Mike" i The Room
- June Diane Raphael – Robyn Paris, skådespelerskan som spelar "Michelle" i The Room
- Nathan Fielder – Kyle Vogt, skådespelaren som spelar "Peter" i The Room
- Bryan Cranston – sig själv
- Judd Apatow – Hollywoodproducent[8]
- Bob Odenkirk – skådespelarlärare
- Brett Gelman – skådespelarlärare
- Charlyne Yi – Safoya
- Tom Franco – Karl
- Zoey Deutch – Bobbi
- Christopher Mintz-Plasse – Sid
- Jason Mitchell – Nate
- Randall Park – manlig skådespelare
- Casey Wilson – Rollsättare
- Greg Sestero – Casting Agent (bortklippt scen)
- Tommy Wiseau – Henry[9]
- Som sig själva – J.J. Abrams, Angelyne, Ike Barinholtz, Kristen Bell, Zach Braff, Lizzy Caplan, David DeCoteau, Keegan-Michael Key, Danny McBride, Dylan Minnette, Adam Scott, Kevin Smith och Kate Upton

## Mottagande
The Disaster Artist möttes av positiva recensioner av kritiker, särskilt för James Francos porträttering av Tommy Wiseau, samt för filmens manus och humor. Den fick en stående ovation vid sin första visning på South by Southwest. På Rotten Tomatoes har filmen ett medelbetyg på 91%, baserad på 270 recensioner, och ett genomsnittsbetyg på 7,7 av 10. På Metacritic har filmen genomsnittsbetyget 76 av 100, baserad på 44 recensioner.

## Utmärkelser
| Priser och nomineringar             | Priser och nomineringar                        | Priser och nomineringar               | Priser och nomineringar | Priser och nomineringar |
| Utmärkelse                          | Kategori                                       | Mottagare                             | Resultat                |                         |
| ----------------------------------- | ---------------------------------------------- | ------------------------------------- | ----------------------- | ----------------------- |
| Oscar (90:e)                        | Bästa manus efter förlaga                      | Scott Neustadter och Michael H. Weber | Nominerad               |                         |
| Golden Globe Awards (75:e)          | Bästa manliga huvudroll (musikal eller komedi) | James Franco                          | Vann                    |                         |
| Golden Globe Awards (75:e)          | Bästa film (musikal eller komedi)              | The Disaster Artist                   | Nominerad               |                         |
| Independent Spirit Awards (33:e)    | Bästa manliga huvudroll                        | James Franco                          | Nominerad               |                         |
| Screen Actors Guild Awards (24:e)   | Bästa manliga huvudroll                        | James Franco                          | Nominerad               |                         |
| Critics' Choice Movie Awards (23:e) | Bästa manliga skådespelare i en komedi         | James Franco                          | Vann                    |                         |
| Critics' Choice Movie Awards (23:e) | Bästa manliga skådespelare                     | James Franco                          | Nominerad               |                         |
| Critics' Choice Movie Awards (23:e) | Bästa manus efter förlaga                      | Scott Neustadter och Michael H. Weber | Nominerad               |                         |
| Critics' Choice Movie Awards (23:e) | Bästa komedi                                   | The Disaster Artist                   | Nominerad               |                         |
| Satellite Awards (22:a)             | Bästa manus efter förlaga                      | Scott Neustadter och Michael H. Weber | Vann                    |                         |
| Satellite Awards (22:a)             | Bästa manliga huvudroll                        | James Franco                          | Nominerad               |                         |